# Вічнозелений дуб

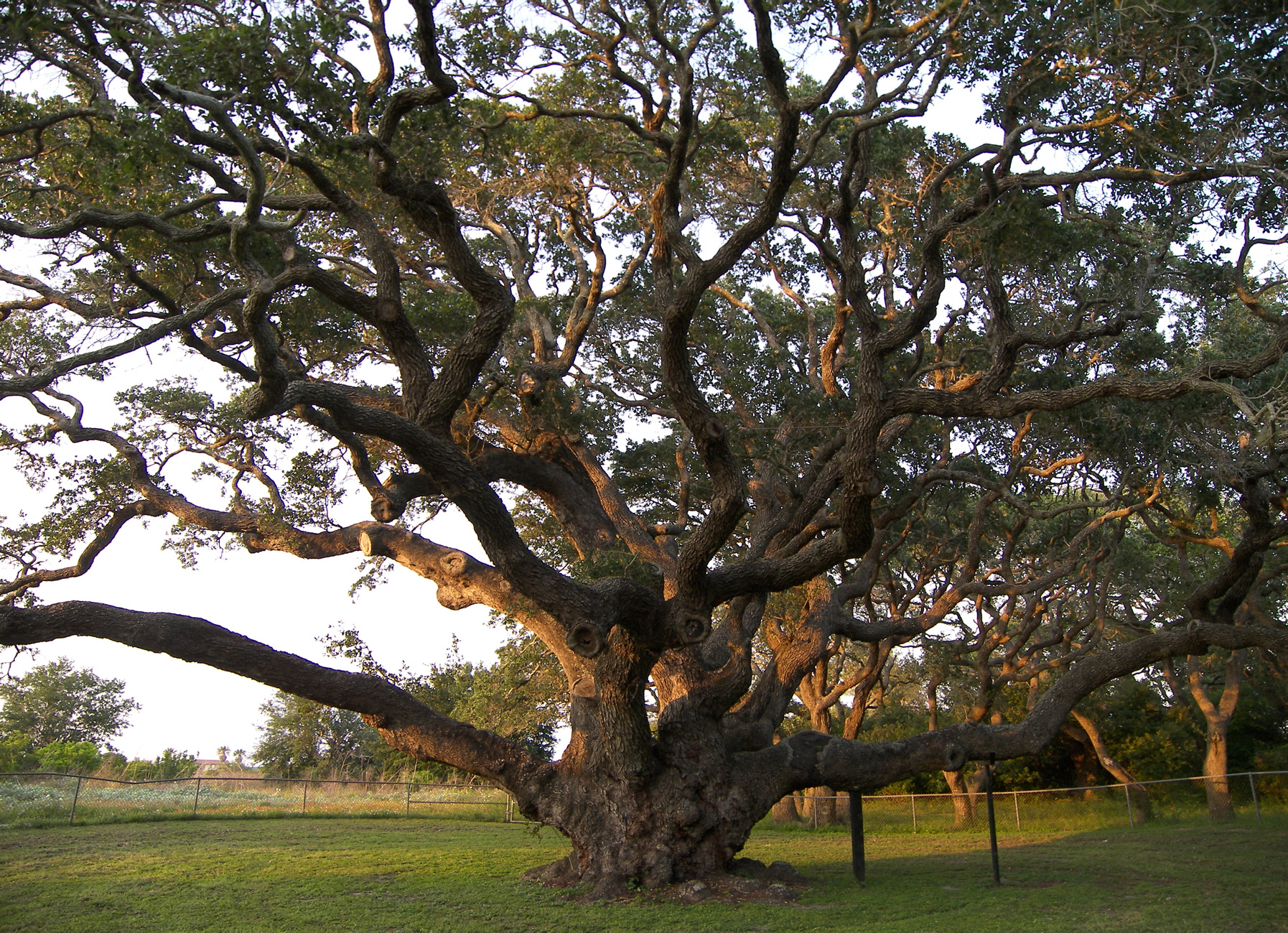
Великий вічнозелений дуб «Велике Дерево» (віргінський дуб) у парку штату Техас Ґуз-Айленд

Вічнозелений дуб — загальна назва великого числа видів дубів (рід Quercus) що є вічнозеленими.
Ці рослини залишаються зеленими взимку, коли більшість дубів скидають листя. В Північній Америці ці дерева називаються «живими дубами» (англ. live oak) та поширені в теплих районах континенту, зокрема на атлантичному узбережжі від Меріленду до Техасу та на тихоокеанському від Каліфорнії до Орегону. Також ці дерева ростуть в Південній Америці та на півдні Європи і Азії.

## Список видів вічнозелених дубів
- Види Quercus.
  - Quercus arizonica — південний-захід Північної Америки
  - Quercus fusiformis — південь центру Північної Америки
  - Quercus geminata — південний схід Північної Америки
  - Quercus hinckleyi — Техас
  - Quercus ilex — Південна Європа
  - Quercus minima — південний схід Північної Америки
  - Quercus oblongifolia — південний захід Північної Америка
  - Quercus polymorpha — Мексика
  - Quercus pungens — південь центру Північної Америки
  - Quercus turbinella — південний захід Північної Америки
  - Quercus virginiana — південний схід Північної Америки

- Види Cerris.
  - Quercus calliprinos — Палестинський дуб — Західна Азія
  - Quercus coccifera — Кермеський дуб — Південна Європа
  - Quercus semecarpifolia — Гімалайський дуб — Східна Азія
  - Quercus suber — Корковий дуб — південно-західна Європа

- Види Protobalanus
  - Quercus cedrosensis — Седрос (острів)
  - Quercus chrysolepis — південний захід Північної Америки, особливо узбережжя Каліфорнії
  - Quercus palmeri — південний захід Північної Америки
  - Quercus tomentella — Канальні острови (Каліфорнія)
  - Quercus vacciniifolia — Каліфорнія і південний захід Північної Америки

- Види Lobatae
  - Quercus agrifolia — Каліфорнія і південний захід Північної Америки
  - Quercus canbyi — Мексика
  - Quercus emoryi — південний захід Північної Америки
  - Quercus hemisphaerica — південний схід Північної Америки
  - Quercus humboldtii — Південноамериканський дуб — північ Південної Америки
  - Quercus laurifolia — болотяний лавровий дуб — південний схід США
  - Quercus hypoleucoides — срібнолистий дуб — південний захід Північної Америки
  - Quercus rhysophylla — Мексика
  - Quercus wislizenii — Каліфорнія і південний захід Північної Америки